# 동궁배종무관부
동궁배종무관부(東宮陪從武官府) 또는 배종무관부는 대한제국 시기에 황태자를 보좌, 호종하던 관아이다. 장관은 무관장, 영장은 배종무관, 위관으로는 배종부관이 있었고, 그 외에 기타 직급으로는 서기가 있었다.